# Challenger de Monza 2025
El torneo Monza Open 2025, denominado por razones de patrocinio Atkinsons Monza Open fue un torneo de tenis perteneció al ATP Challenger Tour 2025 en la categoría Challenger 100. Se trató de la 1ª edición; el torneo tuvo lugar en la ciudad de Monza (Italia), desde el 7 hasta el 13 de abril de 2025 sobre pista de tierra batida al aire libre.

## Jugadores participantes del cuadro de individuales
| Preclasificado | País                       | Jugador               | Rank1 | Posición en el torneo |
| 1              | Bandera de Bélgica         | Raphaël Collignon     | 92    | CAMPEÓN               |
| 2              | Bandera de Estados Unidos  | Nishesh Basavareddy   | 108   | Primera ronda         |
| 3              | Bandera de Brasil          | Thiago Seyboth Wild   | 113   | Primera ronda         |
| 4              | Bandera de Argentina       | Federico Coria        | 126   | Segunda ronda         |
| 5              | Bandera de Argentina       | Juan Manuel Cerúndolo | 128   | Segunda ronda         |
| 6              | Bandera de España          | Harold Mayot          | 136   | Baja                  |
| 7              | Bandera de España          | Martín Landaluce      | 153   | Segunda ronda         |
| 8              | Bandera de República Checa | Dalibor Svrčina       | 154   | Semifinales           |
| 9              | Bandera de Croacia         | Duje Ajduković        | 166   | Primera ronda         |

- 1 Se ha tomado en cuenta el ranking del 31 de marzo de 2025.

### Otros participantes
Los siguientes jugadores recibieron una invitación (wild card), por lo tanto ingresan directamente al cuadro principal (WC):
- Federico Cinà
- Pietro Fellin
- Jacopo Vasamì

Los siguientes jugadores ingresan al cuadro principal tras disputar el cuadro clasificatorio (Q):
- Mika Brunold
- Enrico Dalla Valle
- Dimitar Kuzmanov
- Sumit Nagal
- Andrea Picchione
- Mili Poljičak

## Campeones

### Individual Masculino
- Raphaël Collignon derrotó en la final a  Vitaliy Sachko por 6–3, 7–5

### Dobles Masculino
- Sander Arends /  Luke Johnson derrotaron en la final a  Filippo Romano /  Jacopo Vasamì por 6–1, 6–1